# 平民表决广场

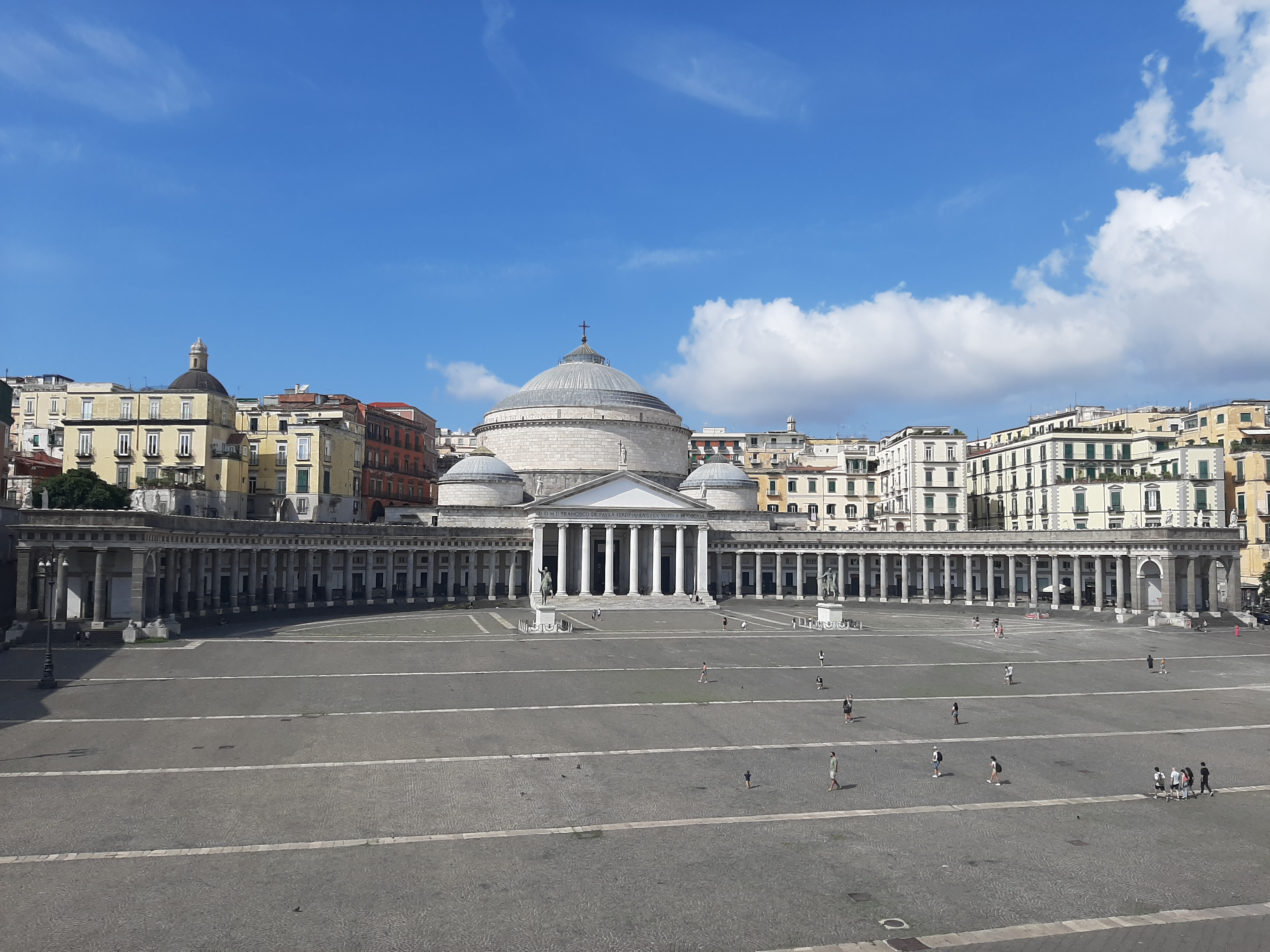
平民表决广场与保罗圣芳济教堂

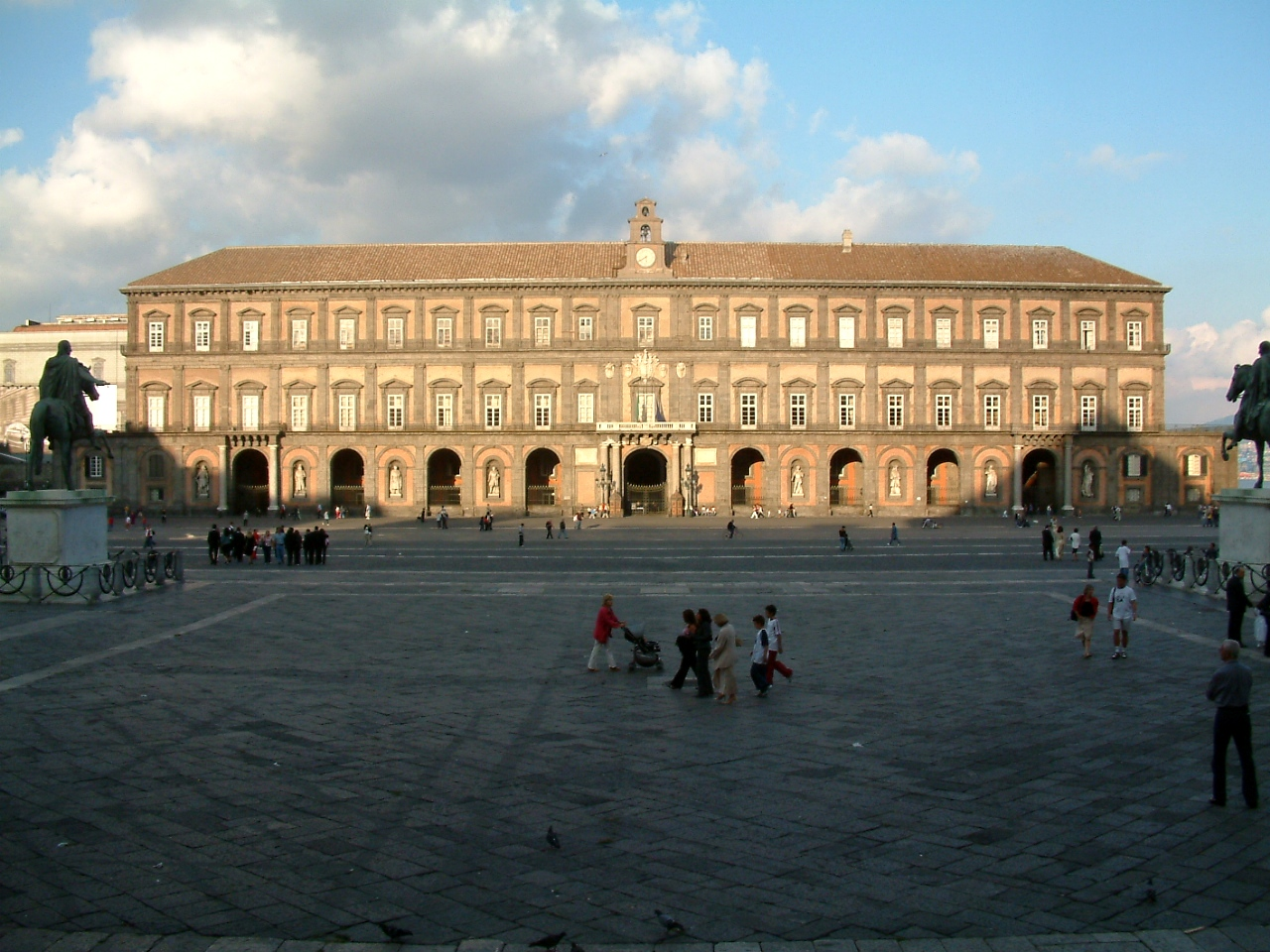
平民表决广场与那不勒斯王宫

平民表决广场（意大利语：Piazza del Plebiscito）是意大利南部城市那不勒斯最大的城市广场，得名于1860年公民投票，这次投票决定那不勒斯加入萨伏依王朝统治下的，统一的意大利王国。坐落在40°50′9″N 14°14′55″E / 40.83583°N 14.24861°E，东侧是那不勒斯王宫，而西侧是两边带有柱廊的保罗圣芳济圣殿。
19世纪初，那不勒斯国王由波拿巴家族的国王若阿尚·缪拉开始建造，他规划了广场及其建筑以取悦拿破仑。拿破仑失势后，波旁王朝复辟，費迪南多四世继续完成建筑，但是建成后归属教会，奉献给16世纪曾在此修道的保罗圣芳济。教堂模仿了罗马的万神庙，正立面有柱廊，穹顶有53米高。